# Whiteface (Texas)
Whiteface es un pueblo ubicado en el condado de Cochran en el estado estadounidense de Texas. En el Censo de 2010 tenía una población de 449 habitantes y una densidad poblacional de 294,83 personas por km².

## Geografía
Whiteface se encuentra ubicado en las coordenadas 33°35′58″N 102°36′48″O / 33.59944, -102.61333. Según la Oficina del Censo de los Estados Unidos, Whiteface tiene una superficie total de 1.52 km², de la cual 1.52 km² corresponden a tierra firme y (0%) 0 km² es agua.

## Demografía
Según el censo de 2010, había 449 personas residiendo en Whiteface. La densidad de población era de 294,83 hab./km². De los 449 habitantes, Whiteface estaba compuesto por el 70.38% blancos, el 4.45% eran afroamericanos, el 1.78% eran amerindios, el 0% eran asiáticos, el 0% eran isleños del Pacífico, el 18.49% eran de otras razas y el 4.9% pertenecían a dos o más razas. Del total de la población el 49.22% eran hispanos o latinos de cualquier raza.